# Isomalt
Isomalt is een uit kristalsuiker gewonnen suikervervanging met de brutoformule {\displaystyle {\ce {C12H24O11}}}. Het is een polyol die hoofdzakelijk om zijn suikerachtige fysische eigenschappen wordt gebruikt. Het product heeft slechts een kleine invloed op de bloedsuikerspiegel, leidt niet tot tandbederf, en bevat half zo veel energie als gewone suiker (sacharose). Net als bij de meeste polyolen (zoals xylitol en sorbitol) is er kans op maag- en darmproblemen, waaronder flatulentie en diarree, wanneer isomalt in grote hoeveelheden wordt ingenomen.
Isomalt wordt doorgaans gemengd met een sterker zoetmiddel zoals sucralose, zodat het mengsel ongeveer de zoetheid van suiker heeft. Het is een reukloze, witte, kristallijne substantie die ongeveer 5% kristalwater bevat. Isomalt heeft een minimaal koelend effect (door een negatieve oplossingswarmte), in tegenstelling tot veel andere polyolen, in het bijzonder xylitol en erytritol. Isomalt is ongebruikelijk omdat het een synthetische polyol is die uit gewone suiker wordt geproduceerd.

## Vervaardiging
Isomalt wordt vervaardigd in een proces in twee stappen waarin de suiker eerst in isomaltulose wordt omgezet, een reducerend disacharide (6-O-α-D-glucopyranosido-D-fructose). Isomaltulose wordt dan gehydrogeneerd, door katalyse met behulp van Raneynikkel. Het uiteindelijke product—isomalt—is een mengsel van gelijke delen 6-O-α-D-glucopyranosido-D-sorbitol (1.6-GPS) en 1-O-α-D-glucopyranosido-D-mannitol-dihydraat (1.1-gpm-Dihydraat). Isomalt is sinds 1990 goedgekeurd voor menselijke consumptie in de Verenigde Staten.